# Sichtbeton

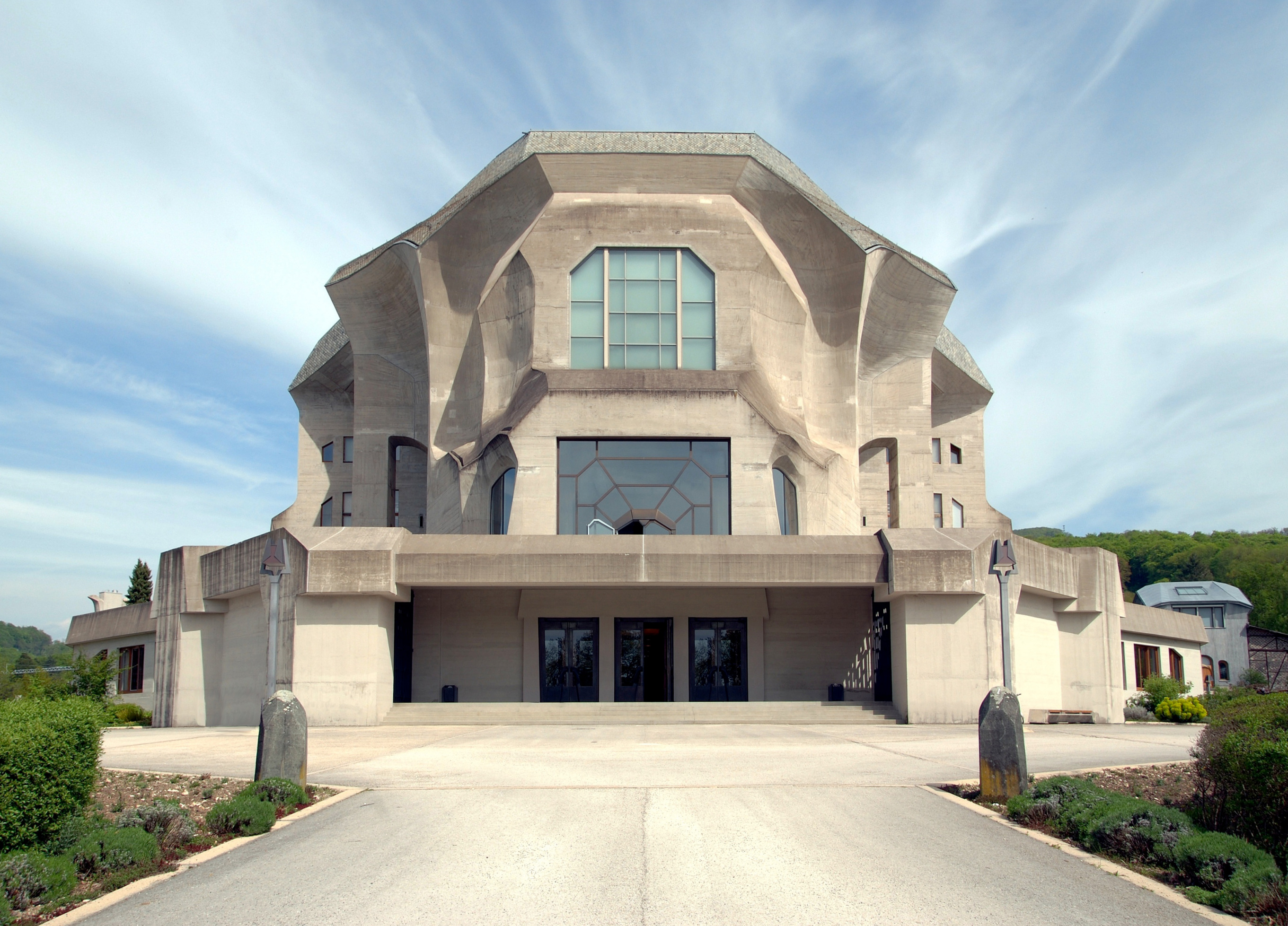
Nach dem Brand des hölzernen Vorgängerbaus wurde das neue Goetheanum in Dornach 1925 bis 1928 aus Sichtbeton neu errichtet.

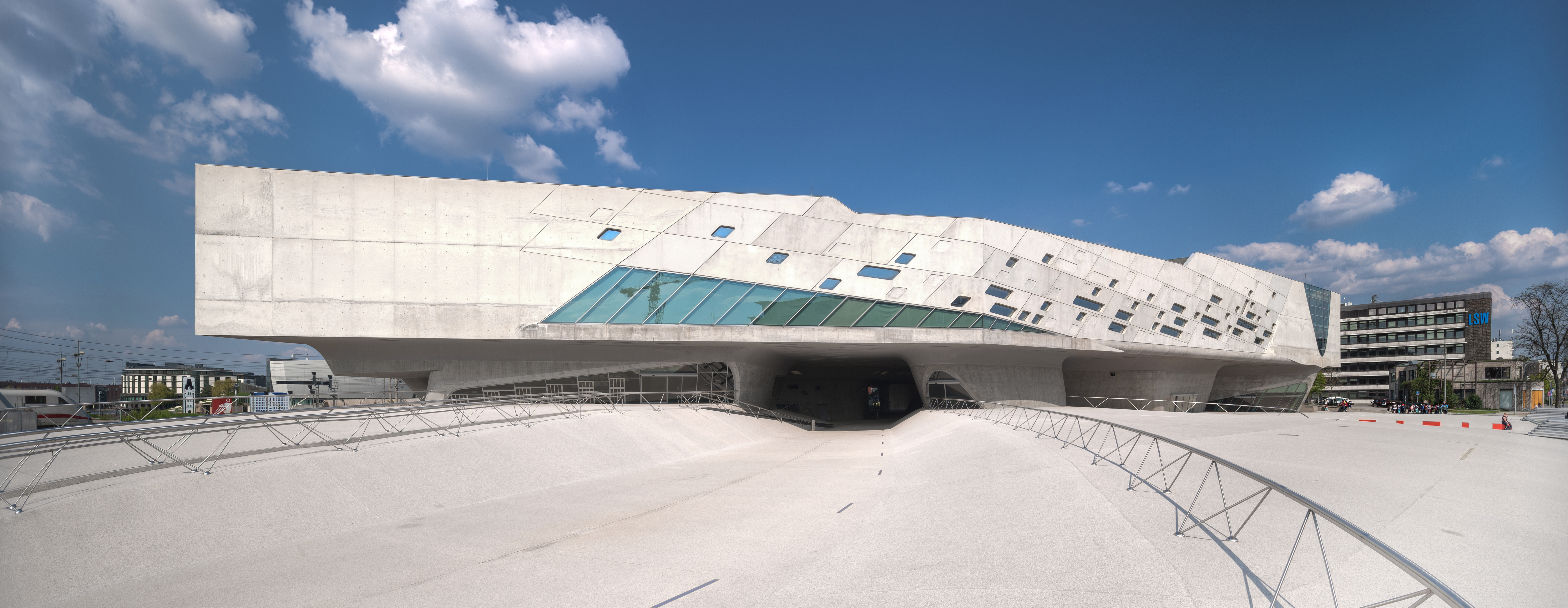
Das im Inneren und Äußeren überwiegend aus Sichtbeton errichtete phæno in Wolfsburg (Einweihung 2005)

Sichtbeton ist Beton, der nicht verputzt oder verblendet wird und nach Fertigstellung gewissen ästhetischen Anforderungen genügen soll. Sichtbeton wird insbesondere im Brutalismus häufig als dominierendes gestalterisches Merkmal eingesetzt. Der im Französischen und Englischen verwendete Begriff für Sichtbeton, Béton brut, wird oft als namensgebend für den Brutalismus angesehen.

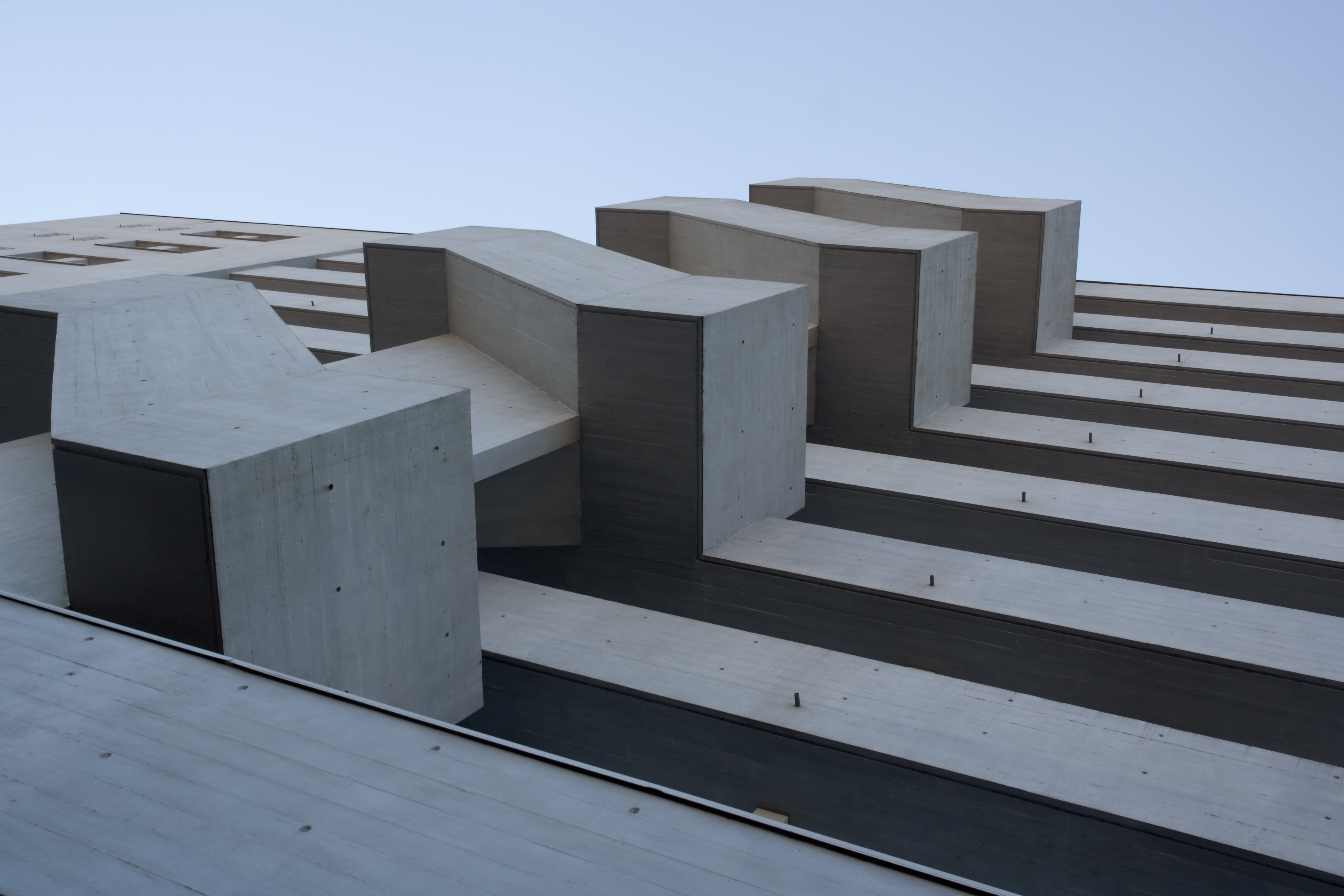
Treppenhaus Bahnhof Zürich Altstetten, erbaut 1966

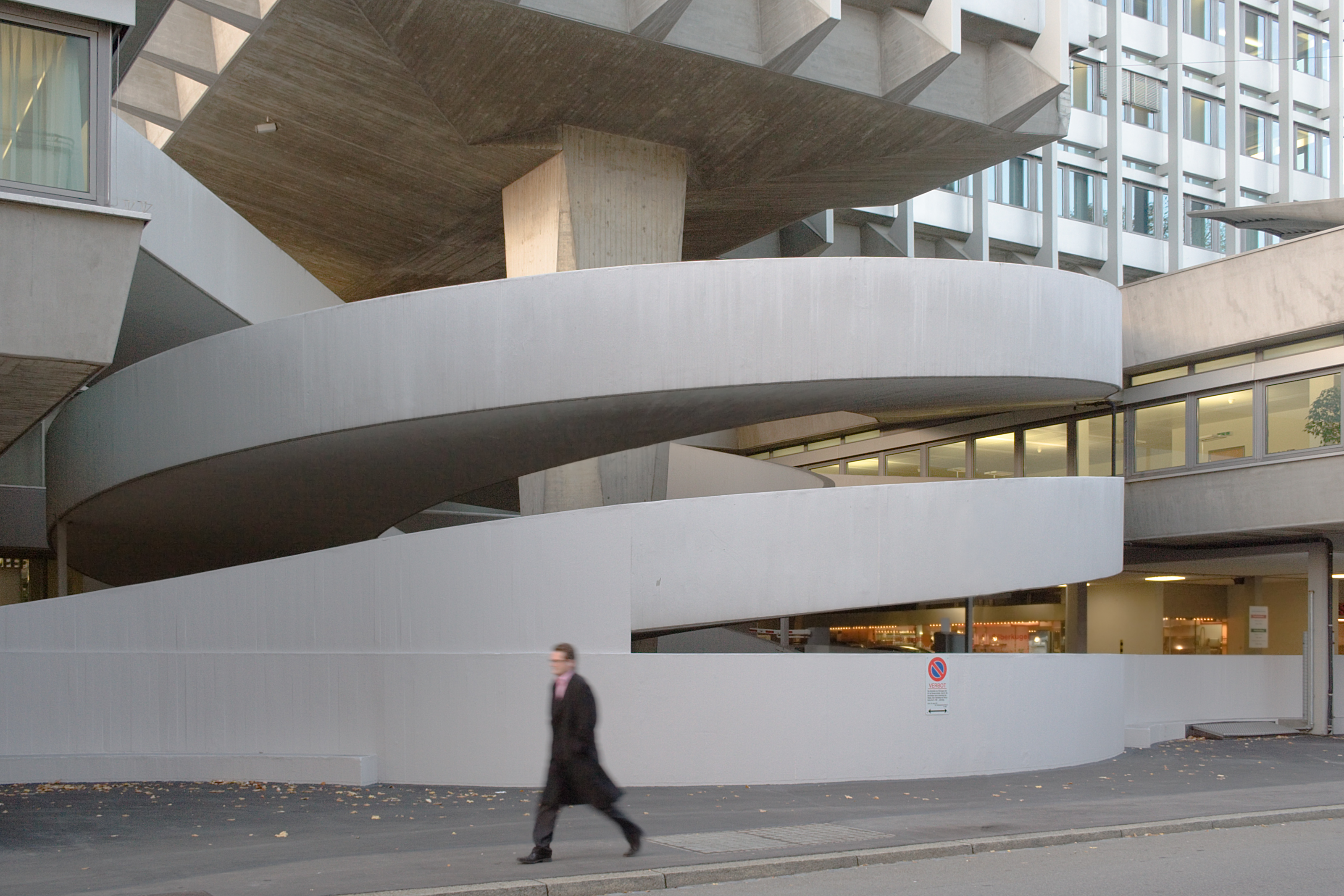
Komplexe Formen: Hochhaus zur Palme, Zürich, fertiggestellt 1964

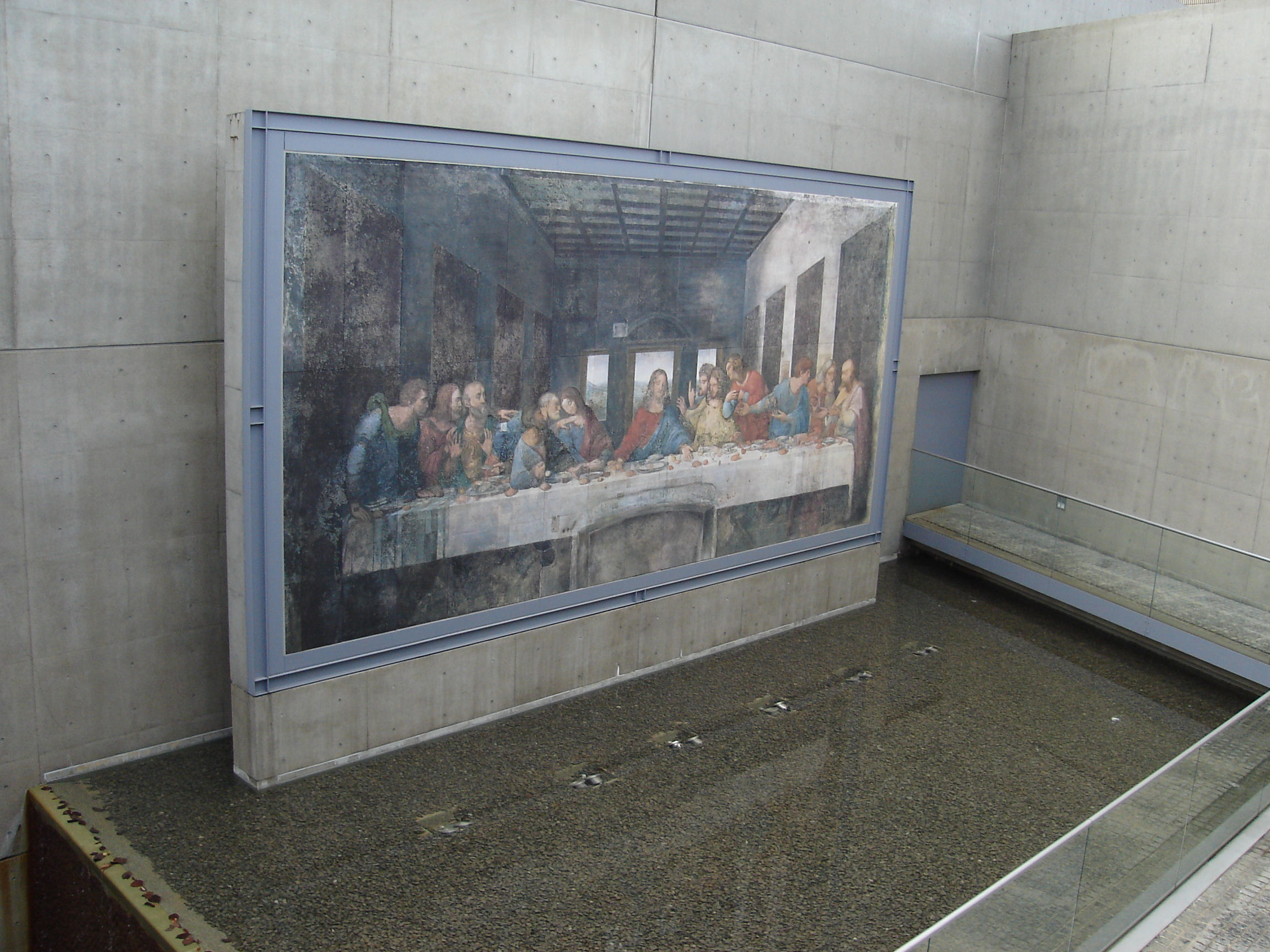
Im Garden of Fine Art (Kyoto) von Tadao Andō

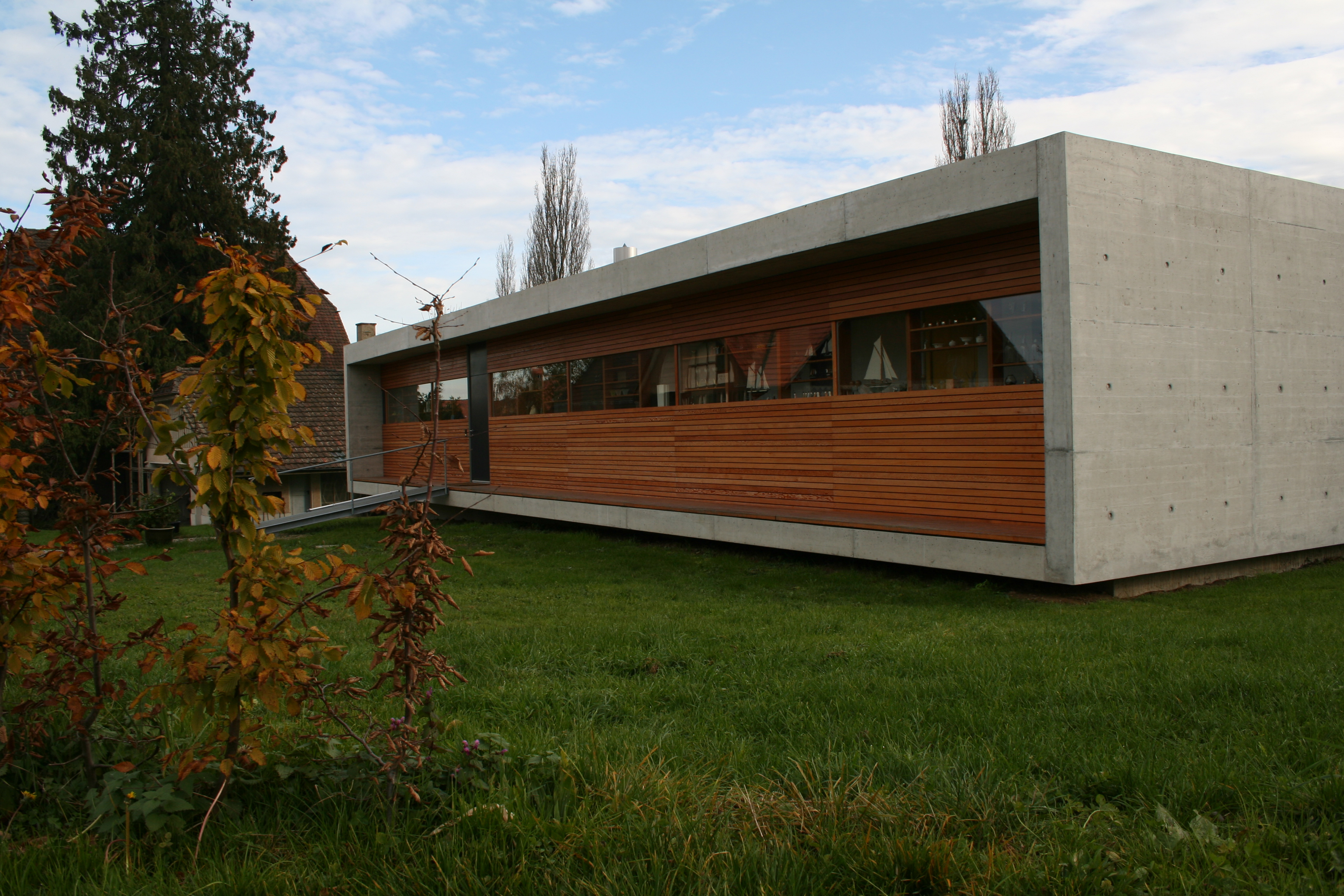
Sichtbeton-Holzbauweise bei einem Einfamilienhaus

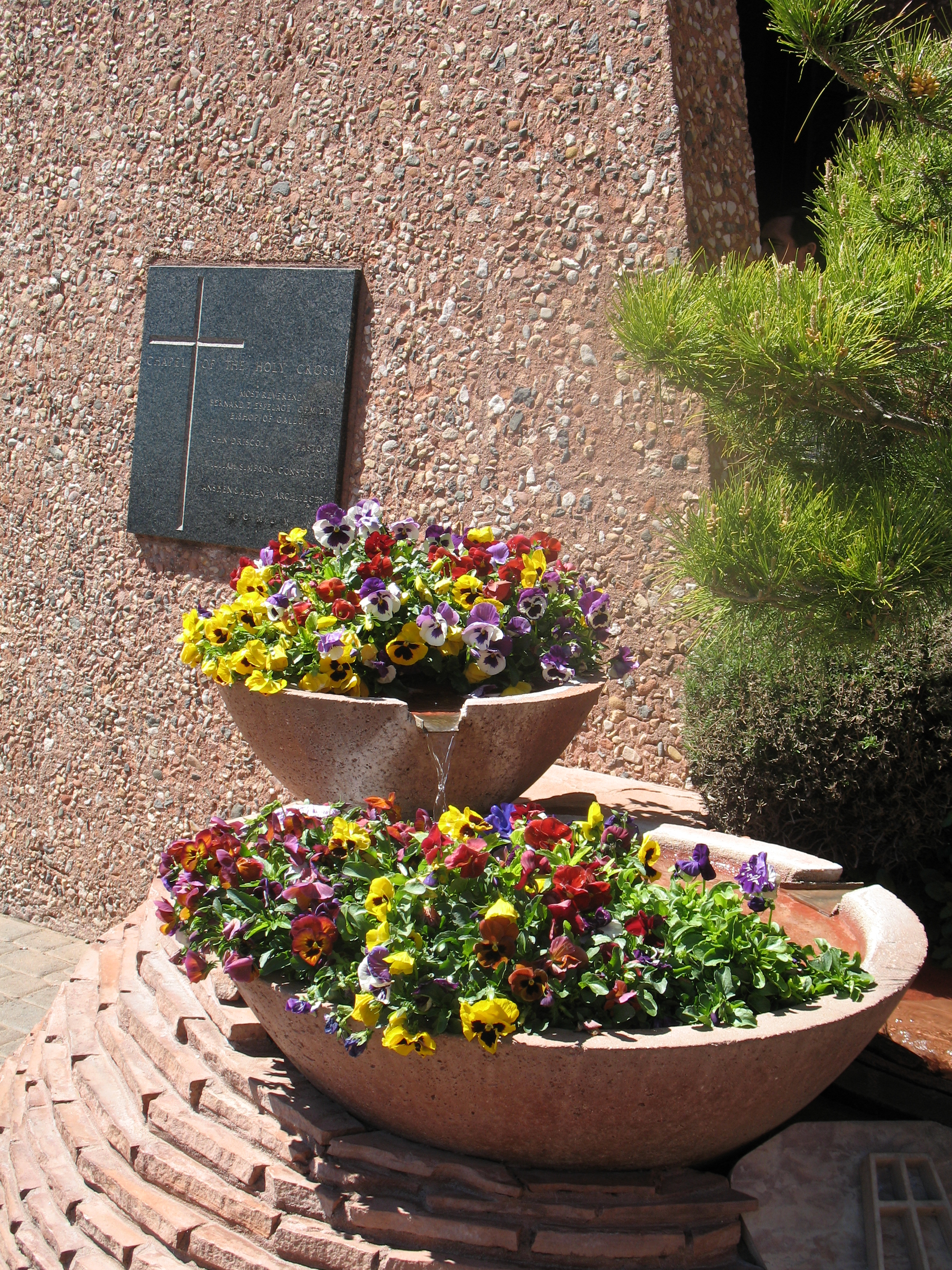
Sandgestrahlter Sichtbeton an der Fassade der Chapel of the Holy Cross in Sedona (Arizona), erbaut 1955 bis 1957

## Geschichte
Der Bauforscher und Denkmalpfleger Hartwig Schmidt sieht in der historischen Entwicklung des Bauens mit Stahlbeton vier Phasen:
1. Stahlbeton wurde zuerst als Tragkonstruktion im Inneren eingesetzt, für die Fassaden weiterhin Ziegel, Naturstein oder Putz.[1]
2. Dann in den 1920er Jahren galt Stahlbeton als das moderne Baumaterial für den industrialisierten Massenwohnungsbau, die schalungsrauen Oberflächen wurden verputzt und gestrichen.[1]
3. Dritte Phase war die Nachkriegsarchitektur mit rohem, von der Schalung geprägten „beton brut“, dessen häufige Verwendung an wenig attraktiven öffentlichen Bauten dem Sichtbeton schließlich einen schlechten Ruf einbrachte.[1]
4. In der letzten Phase nennt Schmidt den Architekturbeton: entdeckten Architekten das Material in neuer Form wieder. Statt des groben „beton brut“ wurden seit den 1990er Jahren glatte, sorgfältig geschalte Oberflächen des Architekturbetons zum ästhetischen Ziel.[1][2]

Nach der Einführung des Stahlbetons Ende des 19. Jahrhunderts war es üblich, die rohen Betonoberflächen entweder zu verputzen oder zu verkleiden, um eine ästhetisch ansprechende Oberfläche zu erhalten.
Die Betonoberfläche ist nach Abnahme der Schalung jedoch oft nicht porös und saugfähig genug, um eine zuverlässige Anhaftung von Mörtel zu ermöglichen und muss daher zunächst aufgeraut werden.
Die manuelle Bearbeitung der Betonoberfläche ist relativ aufwändig, wenn der Beton eine im Hochbau übliche Festigkeitsklasse erreicht.
Oft wurden Betonoberflächen auch von Steinmetzen etwa durch Scharrieren und Stocken bearbeitet, um dem Bauteil ein dem Werkstein ähnliches Aussehen zu geben.
Durch den grauen Farbton des Zements lassen sich dem Muschelkalk ähnliche Oberfläche herstellen. Dies setzt allerdings die Verwendung weicher, einfach zu bearbeitenden Gesteinskörnung voraus, die sich schlecht zur ökonomischen Herstellung tragender Betonbauteile eignet. Flußkiesel sind aufgrund ihrer Härte und abgerundeten Form ideal als Zuschlag zur Fertigung von Stahlbetonbauteilen geeignet, zerplatzen aber bei der Bearbeitung mit Meissel oder Spitzeisen und heben sich auch optisch deutlich vom umgebenden Zementmörtel ab. Es ergibt sich eine zerklüftete, unruhige Oberfläche, die heute oft an Infrastrukturbauten wie Brücken eingesetzt wird. Zur Anwendung an Gebäuden wird sie meist als zu grob empfunden.
Es wurde darum bereits zur Jahrhundertwerde versucht, attraktive Betonoberflächen herzustellen, ohne den Beton hierzu steinmetzmäßig bearbeiten zu müssen. Wird die Beton-Schalung bald nach dem Guss des Betons entfernt, kann die äußerste Mörtelschicht abgewaschen oder abgebürstet werden. Dabei werden die mineralischen Zuschläge freigelegt, die in der Regel eine ansprechendere Oberfläche ergeben, als der graue Zementmörtel selbst (→ Waschbeton). An der durch den Abtrag strukturierten Oberfläche haften auch Putz- und Ansetzmörtel besser, als an unbehandeltem Beton.
Um die Stabilität des noch unvollständig erhärteten Betons nicht zu gefährden, darf die Schalung tragender Betonbauteile jedoch oft erst dann entfernt werden, wenn das Abwaschen der Oberflächenschicht bereits kaum mehr möglich ist.
Zu Beginn des 20. Jahrhunderts wurden darum in Amerika Abbindeverzögerer entwickelt, die auf die Betonschalung aufgestrichen werden können und das Erstarren der anliegenden Mörtelschicht ausreichend lange unterbinden. Abgeleitet von englisch concrete-texture (dt. Beton-Struktur) wurde das Verfahren früher auch als Contex bezeichnet.

In den 1960er und 1970er Jahren verbreitete sich der Einsatz von Waschbetonfertigteilen im Hochbau.

### Sichtbeton-Bauten der 20er und 30er Jahre
Als Stahlbetonbau mit Sichtbetonfassade wurde 1925 bis 1928 in Dornach das zweite Goetheanum errichtet. Ernst Otto Oßwalds 1928 fertiggestellter Stuttgarter Tagblatt-Turm markiert einen technologischen Übergang, bei dem die ursprüngliche Sichtbetonfassade noch von Steinmetzen nachbearbeitet wurde.
Weitere Beispiele für Sichtbetonflächen der 1920er und 1930er Jahre finden sich an Michael Rosenauers Dorotheum-Fünfhaus in Wien und Hermann Reinhard Alkers Altes Stadion in Karlsruhe.

### Sichtbeton im Kirchenbau
Im Kirchenbau kam erstmals in großem Maßstab Stahlbeton als Sichtbeton in den Jahren 1908 bis 1910 in der Lutherkirche in Bad Steben und der Ulmer Pauluskirche zur Anwendung. Das Freiburger Bauunternehmen Brenzinger & Cie. errichtete ab 1929 unter dem Architekten Carl Anton Meckel die Kirche St. Konrad als eine der ersten mit einer Fassade aus Sichtbeton.
Die Basler Antoniuskirche wurde zwischen 1925 und 1927 als erste reine Betonkirche der Schweiz vom Zürcher Architekturprofessor Karl Moser und der Baufirma G. Doppler und Sohn in schalungsrohem Sichtbeton erbaut. Der Bau steht seit 1987 unter Denkmalschutz und musste wegen Verwitterungsschäden zwischen 1981 und 1991 aufwendig restauriert werden.
Le Corbusiers berühmte Wallfahrtskirche Notre-Dame-du-Haut de Ronchamp wurde 1955 in Sichtbeton erstellt und ist heute auch ein Pilgerort für Kunsthistoriker und Architekturstudenten. Die bekannteste Sichtbetonkirche in Deutschland ist der 1966 von Gottfried Böhm errichtete Nevigeser Wallfahrtsdom.
In Deutschland wurde Gottfried Böhms für seine Sichtbetonkirchen der 1970er und 1980er Jahre bekannt.

### Architekturbeton
Unter Architekturbeton werden Bauteile aus Sichtbeton verstanden, an deren Erscheinungsbild besondere ästhetische Anforderungen gestellt werden. Gegenüber Beton mit überwiegend konstruktiver Funktion erfordert die Ausführung des sogenannten Architekturbeton einen erhöhten Planungs- und Koordinierungsaufwand. 
Diese begriffliche Unterscheidung zu Sichtbeton unterstreicht den Umstand, dass sichtbarbleibende Betonflächen Ausdruck des individuellen Gestaltungswillen des Planers sind und dessen ästhetischen Vorstellungen hinsichtlich der Oberflächenbeschaffenheit unterliegen.
Eine aktuelle Definition aus dem Jahr 2009 beschreibt Architekturbeton als „hochwertige und anspruchsvolle Ausführungen [...] mit ausgeprägter architektonischer Gestaltungsabsicht“, mit einer möglichst perfekten, einheitlichen Oberfläche und Farbe.
Überwiegend werden Fassaden sowie gestalterische Elemente in Innenbereichen und in der Aussenraumgestaltung von größeren repräsentativen Gebäuden als Architekturbeton bezeichnet, teilweise werden auch Gegenstände aus Beton wie Skulpturen, Blumenkübel und Sitzbänke hinzugezählt. Häufig werden vorgefertigte Betonelemente verwendet, da sich viele Oberflächenstrukturen im Fertigteilwerk zuverlässiger umsetzen lassen als beim Gießen von Ortbeton auf der Baustelle.
Zu den Merkmalen von Architekturbeton gehören insbesondere hochwertige und besonders strukturierte Oberflächen. Möglich ist beispielsweise:
- die Strukturierung der Oberfläche etwa durch Muster, Texturen, Reliefs, Schattenfugen oder Absätze durch entsprechend geformte oder ausgekleidete Schalung oder durch Bearbeitung nach der Entschalung,[17]
- die Oberflächenbehandlungen durch Schleifen, Polieren oder Freilegen der Gesteinskörnungen (Waschbeton) durch teilweises Entfernen der Oberfläche,
- die Färbung durch Zugabe von Pigmenten zur Betonmischung oder durch Auftrag einer Lasur.

#### Begriffsgeschichte

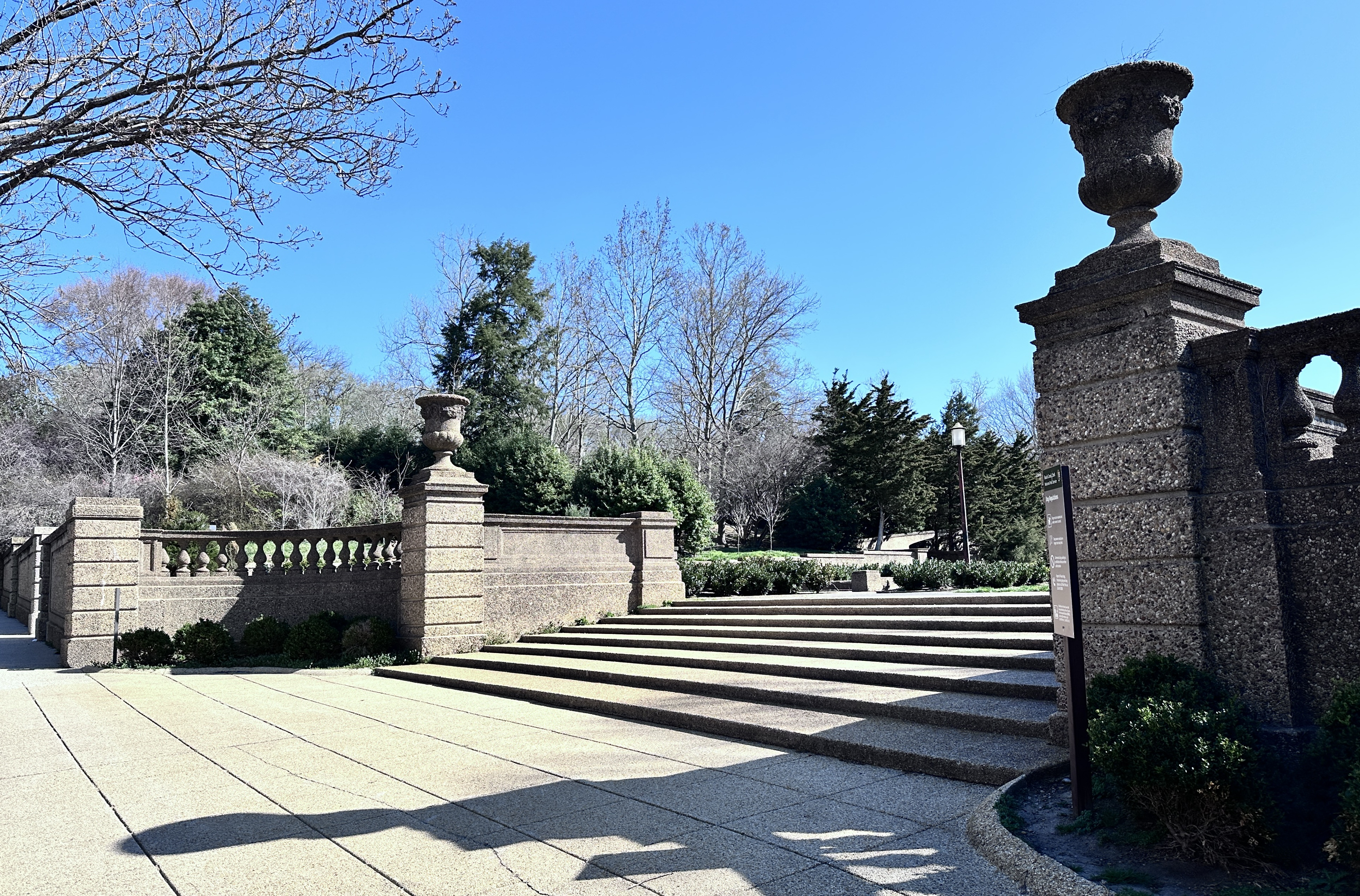
Meridian Hill Park

John Joseph Earley (1881–1945), amerikanischer Architekt und Entwickler des im Meridian Hill Park verwendeten Betons, der für die Wände, Bänke, Urnen, Obelisken und Geländer im Park verwendet wurde, bezeichnete diesen als „architectural concrete“, was auf Deutsch mit Architekturbeton zu übersetzen wäre.
Heute bezeichnet der Begriff „architectural concrete“ im amerikanischen Sprachgebrauch meist einen brettgeschalten, strukturierten, manchmal auch eingefärbter Beton, der eine lebhafte und präzise wirkende Holzmaserung aufweist.

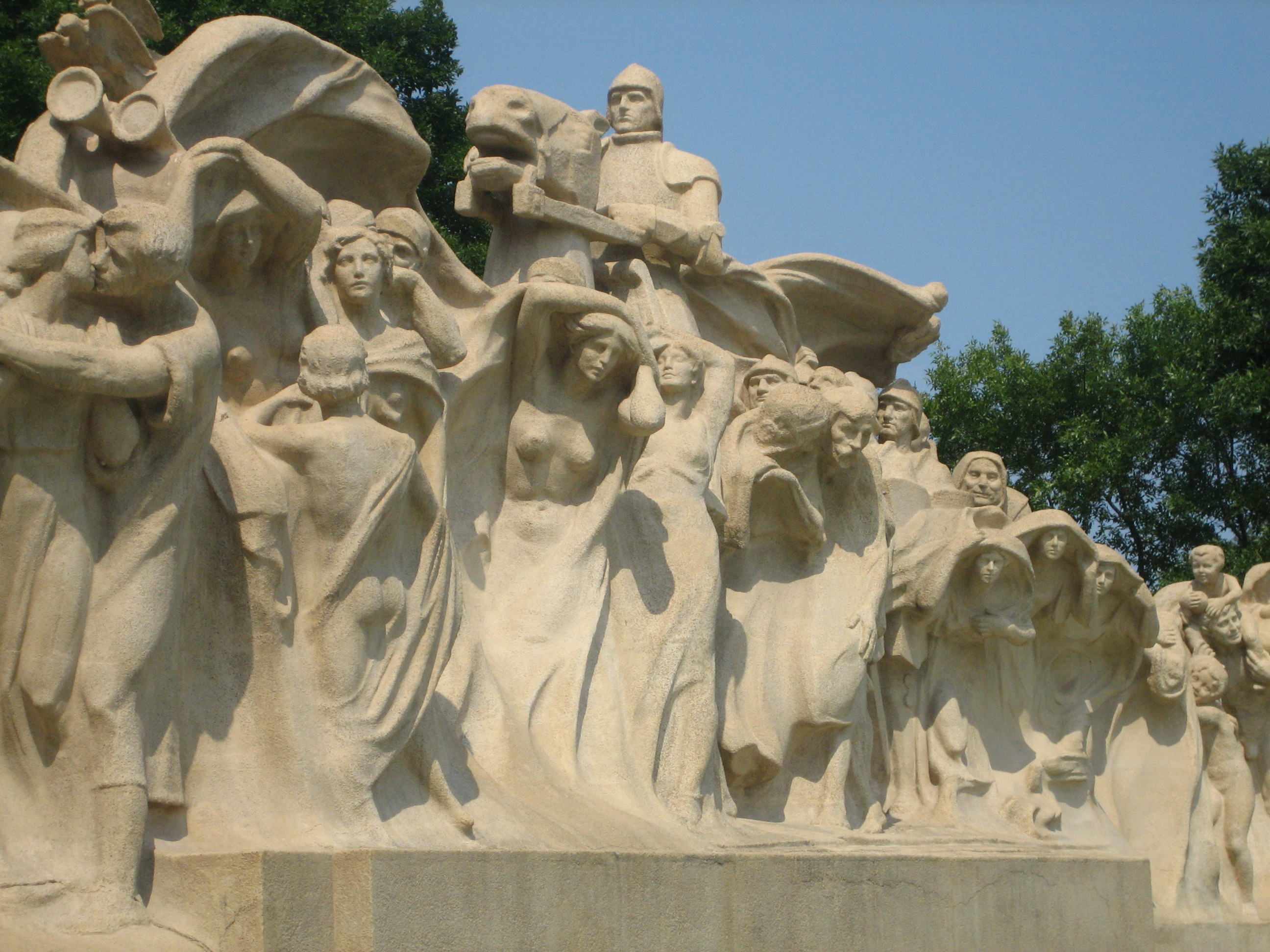
Lorado Taft „Fountain of Time“ mit lebensgroßen Betonfiguren

Friedrich Baravalle-Brackenburg (* 1905 - †1978) besprach in den 1930ern in seinem Aufsatz „Neues aus der amerikanischen Betonforschung“ den „Architektur-Beton mit bloßgelegten Zuschlagsstoffen“, dabei war der Autor der Auffassung, dass mit Beton „jede architektonische Forderung erfüllt werden kann“ (als Beispiel Lorado Tafts Brunnen der Zeit, bei dem Beton nicht wie sonst in Formen gegossen, sondern zwischen einer Form und einem aus Gips überzogenen Kern eingestampft wurde. Dieser Kern entzog dem Beton alles noch überflüssige Wasser, so dass dieser in scharfen Konturen erhärtete).
Als 1998 mit der Erweiterung des Deutschen Historischen Museums in Berlin – dem Pei-Bau – begonnen wurde, war die Ausführung in Architekturbeton noch ein Novum in Deutschland, keine Rohbaufirma hatte bis dahin Erfahrung damit und keiner der Begriffe Sichtbeton und Architekturbeton war eindeutig definiert. Wie schon beim berühmten Architekten Le Corbusier wurde mit brettgeschaltem Beton gestaltet, mit der Betonrezeptur sollte jedoch eine farbliche Annäherung an den beige-honigfarbenen französischen Kalkstein erreicht werden. Beim Pei-Bau wurden dann auch „die tragenden Geschossdecken aus so genanntem Architekturbeton, einem speziell eingefärbten Beton gefertigt, dessen Struktur durch eine fein gemaserte Holzschalung aus Oregon Pine herausgearbeitet wurde.“
Ende der 2000er gehen Richtlinien und Merkblätter des Deutschen Beton- und Bautechnik-Vereins und Österreichischen Beton- und Bautechnikvereins auf den Begriff Architekturbeton ein.
Da Architekturbeton einen erhöhten Anspruch an das Erscheinungsbild ganz allgemein beinhaltet, der sich nicht auf konkret zu bezeichnende Eigenschaften festlegen lässt, gibt es im Gegensatz zum Sichtbeton keine Regelwerke, welche etwa die Gestaltungsmöglichkeiten des Architekturbetons oder zu berücksichtigende Einflussfaktoren definieren.

#### Weitere Ausführungsbeispiele

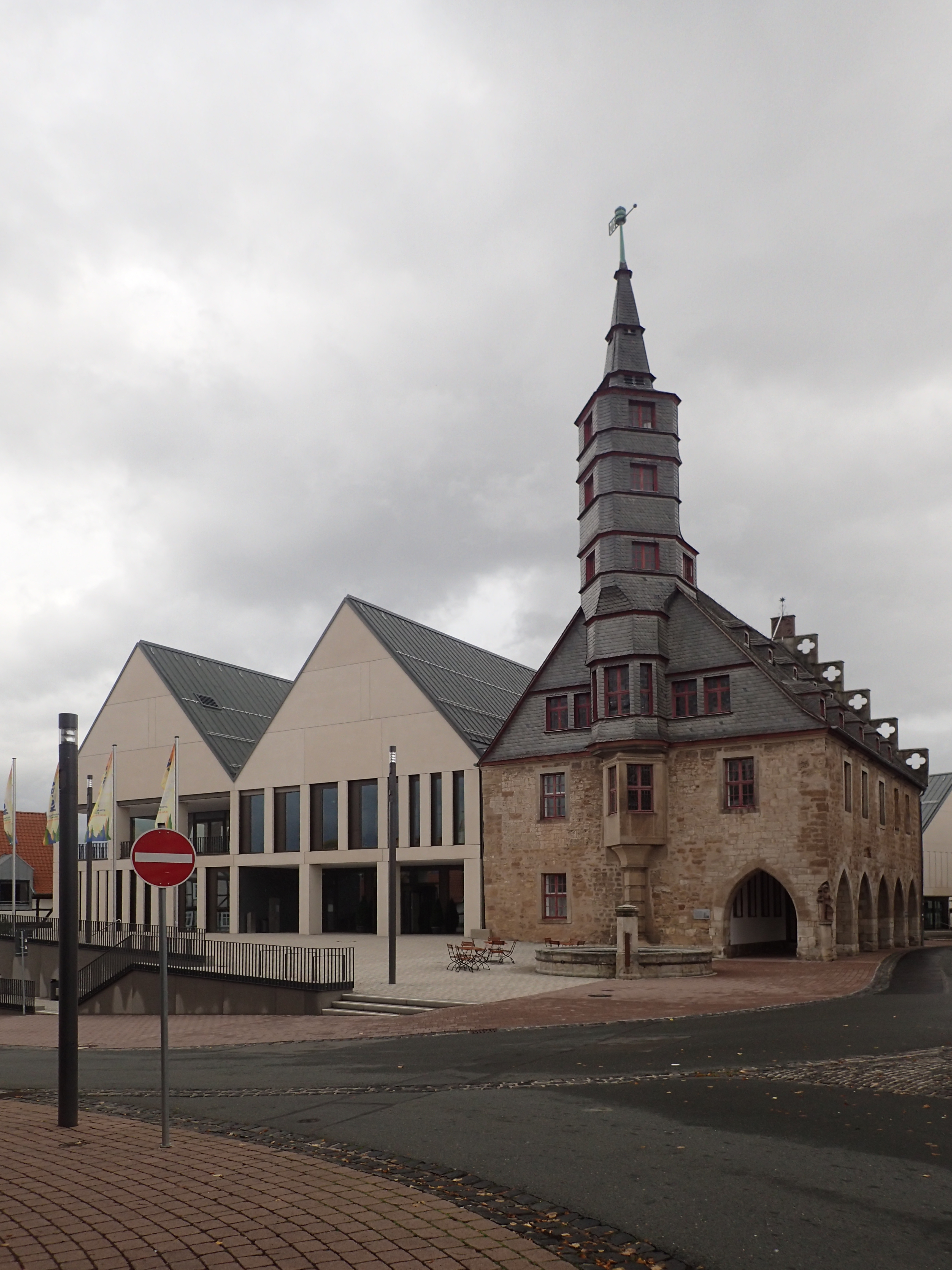
Bei der Herstellung der Beton-Fassade des Neuen Rathauses Korbach wurde mineralisches Abbruchmaterial aus dem Bestandsgebäude als Zuschlag verwendet

Während viele Stahlbetonbauten der Nachkriegszeit inzwischen Schäden aufweisen, führten die Architekten der Tessiner Schule seit den 1970er Jahren Betonfassaden von höchster Qualität aus, wie etwa der Schweizer Architekt Luigi Snozzi. Dass Sichtbeton auch farbig sein kann, zeigten die lasierend gestrichenen Wände der Werksanlage B. Braun in Melsungen, 1987–92 vom britischen Architekten James Stirling entworfen. Durchgefärbten Sichtbeton verwendete der deutsche Architekt Gottfried Böhm am Züblin-Hause in Stuttgart (1983–84). Geschliffener und polierter durchgefärbter Beton wurde von den Schweizer Architekten Meinrad Morger, Degelo Architekten und Christian Kerenz (Basel/Zürich) bei der Fassade des 1998–2000 erbauten Kunstmuseums Liechtenstein eingesetzt. Der schwarze fugenlose Sichtbeton wurde von zehn Arbeitern im Verlauf von fünf Monaten mit Handschleifmaschinen um 5 bis 7 mm abgetragen, um die spiegelglatte Oberfläche herzustellen, die abschließend noch imprägniert wurde.
Im Neuen Rathaus im hessischen Korbach wurde beim Gießen der Betonfassade rezyklierte Gesteinskörnungen aus dem Abbruch der Bestandsgebäude verwendet, um ein lebhaft strukturiertes Oberflächenbild zu erhalten.

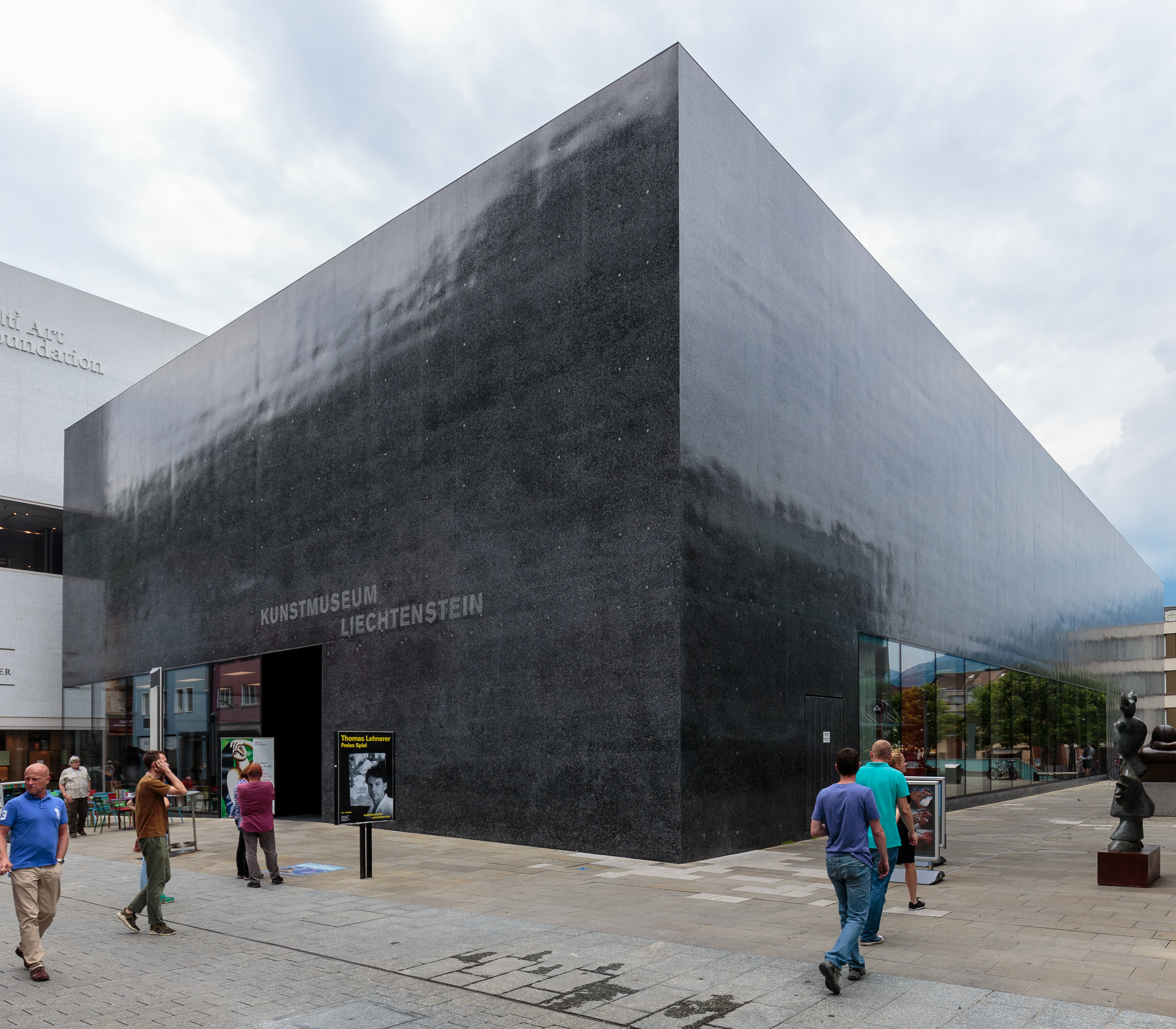
Kunstmuseum Liechtenstein aus handgeschliffenem Sichtbeton

Das NS-Dokumentationszentrum in München, das Sprengelmuseum in Hannover und das Gebäude der Deutschen Bank in Berlin entstanden mit Fertigteilen aus Architekturbeton.
Das Finanzamt in der gründerzeitlichen Karlsruher Oststadt mit Blockrandbebauung wurde aus Architekturbeton umgesetzt. Da die Fassade mit eher schmalen Fenstern „eine gewisse Wärme ausstrahlen sollte“, wurden Sande und Körnungen aus Jura gelb beigemischt (Bauherr ist das Amt Karlsruhe des Landesbetriebs Vermögen und Bau Baden-Württemberg).

#### Ausführung
Typischer Sichtbeton wird häufig mit einer strukturlosen Oberfläche ausgeführt, die durch Verwendung großer Schaltafeln und akkurate Anordnung der Abstandhalter der Schalung ein einheitliches Fugen- und Schalungsbild erhält. Dabei wird in der Regel hochwertiger Vorsatzbeton verwendet, der oft noch aufwändig nachbearbeitet wird. Architekturbeton erfordert einen erhöhten planerischen und kommunikativen Aufwand und kann im Gegensatz zu Sichtbeton häufig nicht ohne Anfertigung von Musterflächen allein durch das Festlegen bestimmter Eigenschaften beauftragt werden. Vor der Fertigung der Bauteile werden meistens zahlreiche Musterelemente gefertigt, um die haptischen und optischen Eigenschaften des Architekturbetons anzupassen und festzulegen.
Neben dem Erscheinungsbild von Kalkstein oder Granit können aus Beton auch Ziegelfassaden und historische Mauerwerksprofile nachgebildet werden.
Besondere Ansprüche an die Oberflächenqualität von Architekturbeton lassen sich meist im Betonfertigteilwerk einfacher umsetzen, da die Ausführungsvarianten und Möglichkeiten der Qualitätskontrolle auf der Baustelle eingeschränkt sind. Spezialisierte Fertigteilwerke beschäftigen Betoningenieure und unterhalten Betonlabore, um unter Verwendung vielfältiger Zuschlagstoffe und Zusatzmittel den projektspezifischen Vorsatzbeton zu entwickeln.
Im Ausbildungsplan für Betonfertigteilbauer wird die Herstellung von Architekturbeton im dritten Ausbildungsjahr behandelt.

#### Schalungen und Zuschlagstoffe
Zur Herstellung von Architekturbeton werden häufig Schaltafeln oder Schalungseinlagen mit bestimmten Oberflächenstrukturen oder ausgewählte Schalbretter verwendet. In der Regel wird Transportbeton zur Ausführug von Ortbeton verwendet und die Herstellung wird oft von einem Sichtbeton-Sachverständigen begleitet.

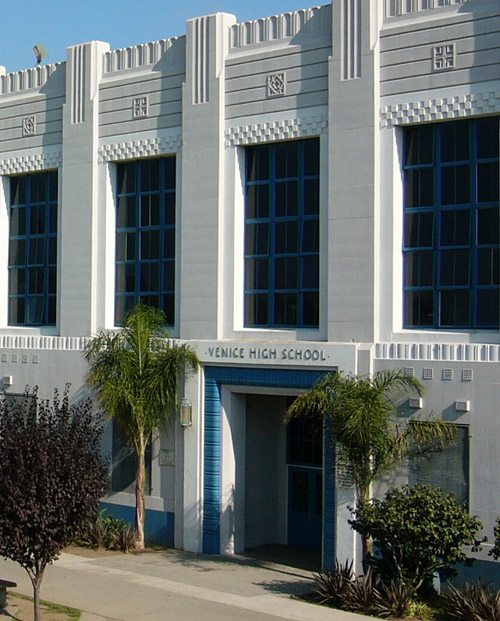
Das Schachbrettmuster über den Fenstern und die schmale Kannelierung in den Brüstungen sind typisch für Details, die sich mit Holzformen herstellen lassen. (Venice High School, Venice, USA)

Ornamentale Details in Architekturbeton, wie florale Muster, Hinterschneidungen, verschlungenes oder durchbrochenes Maßwerk, menschliche Formen sowie verzogene und kompliziert geschwungene Oberflächen, werden im Allgemeinen in Gipsformen geformt. Die Wahl, ob Holz- oder Gipsformen für Architekturbeton-Ornamente, hängt von der Art des Ornaments, dem Wiederholungsgrad und manchmal auch von der Fähigkeit des Stuckateurs oder Gipsers ab, die benötigten Formen herzustellen. Holzformen eignen sich besonders für Ornamente, deren Schalung sich aus einfachen Leisten oder Leistenkombinationen zusammensetzen läßt. In den USA werden Holzformen aus Weymouth-Kiefer, der Douglasie mit vertikaler Maserung oder anderen Weichhölzern hergestellt.

#### Zusammensetzung des Betons
Bei Architekturbeton werden meist besondere Zuschlagstoffe verwendet, zum Beispiel Rezyklate, heller Marmor, dunkle Gesteine wie Dolomit oder auch Glassplitt oder Schmucksteine, die eine lichtbrechende Wirkung haben. Viele Farbtönungen lassen sich nur bei Verwendung von Weißzement erreichen. Auch die Zusatzstoffe spielen eine große Rolle. So werden häufig Pigmente zur Einfärbung eingesetzt. Auch gleichfalls in Massenbeton verwendete Zuschläge wie Flugasche und Gesteinsmehle haben einen Einfluss auf Dichte und Gleichmäßigkeit der Oberfläche. Bereits bald nach Einführung des Betons im Bauwesen war es üblich, Zement und Zuschlagstoffe so auszuwählen, dass sich die abschließend vom Steinmetz bearbeiteten Betonoberfläche kaum mehr von Naturstein unterscheiden ließ.

#### Oberflächenbearbeitung
Zur Herstellung bestimmter Oberflächenstrukturen ist eine nachträgliche Bearbeitung des Betons erforderlich.
- Absäuern: dabei wird durch Säuren die Betonoberfläche künstlich angeraut, so dass eine Struktur entsteht, die gesägtem Sandstein nicht unähnlich sein kann.
- Sandstrahlen: durch Sandstrahlen wird ähnlich zum Absäuern die oberste Betonschicht abgetragen, so dass auch ähnliche Effekte erzielt werden.
- Steinmetzartige Bearbeitung: Es gibt zahlreiche Methoden, Natursteinoberflächen zu bearbeiten. Typisch sind zum Beispiel spitzen, stocken oder scharrieren. Dabei wird mit dem Spitzeisen oder einem speziellen Hammer (z. B. Stockhammer) die Betonoberfläche bearbeitet.
- Schleifen und Polieren: die Betonoberfläche kann nur geschliffen oder zusätzlich auch poliert werden. Die Bearbeitung ist somit den Arbeitsgängen bei der Herstellung von Terrazzo vergleichbar, so dass die Betonoberfläche zum Beispiel poliertem Granit sehr ähnlich sehen kann.
- Flammen: mit einem Gasbrenner wird die Betonoberfläche behandelt. Dabei entsteht eine Oberflächenstruktur, die einem roh behauenen Gestein ähnlich sieht.

Teilweise werden auch mehrere Verfahren aufeinander folgend angewandt.
Die Oberfläche von Architekturbeton wird oft abschließend behandelt. Die Möglichkeiten einer Oberflächenbehandlung werden auch in der DIN V 18500 abgehandelt. Ziel einer solchen Behandlung können sein:
- Graffiti-Schutz
- Hydrophobierung
- Schmutz- oder Ölabweisung
- Beschichtung

## Varianten
Der feine Zementleim ist in der Lage, die Struktur der Betonschalung detailgetreu nachzubilden. Werden ungehobelte Bretter als Schalung für ausreichend fließfähigen Beton verwendet, zeigt sich nach dem Ausschalen ein Negativbild der Bretterstruktur einschließlich von Astansätzen und Maserung des Holzes.
Auch solche wie eine graue Holzfassade wirkenden Oberflächen werden als Sichtbeton bezeichnet, wenn sie bewußt eingesetzt sind.
Im modernen Betonbau werden unter dem Begriff „Sichtbeton“ meist glatte und besonders gleichmäßige Betonoberflächen verstanden, die möglichst wenig Poren und Farbverläufe aufweisen. Da es fast unvermeidlich ist, dass die Stöße der Schaltafeln und die Stellen, an denen die beidseitigen Tafeln durch den Beton hindurch miteinander verbunden werden, später an der Oberfläche ablesbar sind, werden Tafeln und Verbindungsstellen so positioniert, dass sich eine attraktive Struktur ergibt.

### Abtragende Oberflächenbearbeitung
Seit der Erfindung von Zement wurden Betonoberflächen handwerklich bearbeitet, wie es bei Naturwerkstein üblich war.
Durch eine entsprechende Auswahl von Zuschlägen und Zusatzstoffen ist es möglich, viele Natursteinarten nachzbilden. Ebenso wie im Terazzo wird dabei die Verwendung von Quarzsand und -Kies vermieden, da sich silikatische Gesteine nur schwer bearbeiten lassen.
Auch Bildhauer arbeiten teilweise mit Beton.

### Strukturbeton
Durch die Bearbeitung der Schalung mit CNC-Fräsmaschinen oder Verwendung profilierter Strukturmatrizen in der Schalung können Linienstrukturen, Wellenmuster und unterschiedlichste Oberflächenstrukturen im Beton erzeugt werden. Sogar die Reproduktion von Fotografien ist möglich. Um stärker strukturierte Schaltafeln vom ausgehärteten Beton lösen zu können, wird die Schalhaut aus Polyurethan oder Silikon gefertigt oder mit Trennmittel behandelt.

### Vorsatzbeton
Ähnlich wie bei Zementfliesen kann bei liegender Herstellung von Betonfertigteilen zunächst eine Betonmischung in die Schalung gefüllt werden, deren Bestandteile nach den Anforderungen an die Oberfläche des Bauteils ausgewählt werden. Diese werden etwa nach Witterungsbeständigkeit, maschineller Bearbeitbarkeit, Fließfähigkeit, Feinheit und Farbigkeit selektiert.
Gleich nach dem Einfüllen der späteren Oberflächenschicht in einer Stärke von meist ca. 1 bis 2 cm wird die Schalung dann mit einer gewöhnlichen Betonmischung aufgefüllt.
Auch beim Einfüllen des Betons in eine aufrecht stehende Schalung ist es möglich, an der späteren Sichtfläche eine andere Betonmischung einzufüllen als rückseitig. Das Verfahren ist jedoch aufwändig und kommt in der Praxis kaum zum Einsatz.

## Klassen
In dem Merkblatt Sichtbeton des Deutschen Beton- und Bautechnik-Vereins gibt es vier Sichtbeton-Klassen. Entsprechend diesen Klassen werden Anforderungen an geschalte Sichtbetonflächen definiert. Diese betreffen die Schalhaut (Textur), Arbeits- und Schalhautfugen sowie die Porigkeit, Farbtongleichmäßigkeit und Ebenheit des Betons. Zusätzlich werden Anforderungen bezüglich einer Erprobungsfläche und der Schalhautklasse den Sichtbetonklassen zugeordnet.
| Anforderungen  | Sichtbetonklasse | Beispiel                                                      |
| -------------- | ---------------- | ------------------------------------------------------------- |
| gering         | SB 1             | Kellerwände oder Bereiche mit vorwiegend gewerblicher Nutzung |
| normal         | SB 2             | Treppenhausräume, Stützwände                                  |
| besonders      | SB 3             | Fassaden im Hochbau                                           |
| besonders hoch | SB 4             | repräsentative Bauteile im Hochbau                            |

## Weitere Formen sichtbaren Betons
- Fotobeton – ein modernes Verfahren, Bilder und Ornamente in Beton zu „gravieren“.
- Strukturbeton – Sichtbeton, der durch spezielle Schalungen eine Struktur erhält.
- Waschbeton – Beton, bei dem die Gesteinskörnung (meistens Mittelkies) durch eine spezielle Oberflächenbehandlung freigelegt wird.